# 워터폭스
워터폭스(Waterfox)는 자유-오픈 소스 웹 브라우저이자 모질라 파이어폭스의 포크이다. 윤리적이고 사용자 중심적이며 성능과 개인 정보 보호를 강조한다. 마이크로소프트 윈도우, macOS 및 리눅스용 공식 워터폭스 릴리스가 있다. 처음에는 파이어폭스가 32비트 시스템에서만 사용할 수 있었을 때 공식적인 64비트 지원을 제공하기 위해 만들어졌다.

## 분류

### 워터폭스
워터폭스는 게코 브라우저 엔진, 파이어폭스 애드온 지원과 같은 핵심 기능과 기술을 파이어폭스와 공유한다. 구글 크롬 및 오페라 확장 프로그램과도 호환된다. 파이어폭스 빌드에 있는 원격 측정 및 포켓을 기본적으로 비활성화한다. 다만, 적절한 업데이트를 위해 사용자 기기에 대한 기술적 정보를 수집한다.

### 워터폭스 클래식
워터폭스 클래식(Waterfox Classic)은 파이어폭스가 버전 57에서 제거한 레거시 XUL 및 XPCOM 추가 기능을 지원하는 이전 버전의 게코 엔진을 기반으로 하는 브라우저 버전이다. 이는 여전히 워터폭스 및 파이어폭스 ESR 릴리스의 수정 사항 및 패치로 부분적으로 유지 관리된다. 그러나 다른 방법으로는 적용할 수 없는 워터폭스의 몇 가지 변경 사항으로 인해 개발이 분리되었다.

#### 취약점
워터폭스 클래식에는 패치가 적용되지 않은 여러 보안 권고가 있다. 개발자는 "버전 간 변경 사항이 너무 많아서 ESR 간에 병합이 불가능하지는 않더라도 어렵다"라고 말한다.

## 같이 보기
- 모질라 파이어폭스
- GNU 아이스캣
- 페일 문
- K-멜레온